# Hilarographa perakana
Hilarographa perakana is een vlinder uit de familie bladrollers (Tortricidae). De wetenschappelijke naam van de soort is voor het eerst geldig gepubliceerd in 2009 door Józef Razowski.

## Type
- holotype: "female, 1890. leg. Doherty. genitalia slide no. 31850"
- instituut: BMNH. Londen, Engeland
- typelocatie: "Malaysia, Perak"